# خانه فاستر برای دوستان خیالی
خانهٔ فاستر برای دوستان خیالی (به انگلیسی: Foster's Home for Imaginary Friends) یک انیمیشن سریالی می‌باشد که توسط کریگ مک‌کراکن برای کارتون نت‌ورک خلق گردیده‌است.